# Euphyia molluginata
Epirrhoe molluginata là một loài bướm đêm trong họ Geometridae.

## Hình ảnh

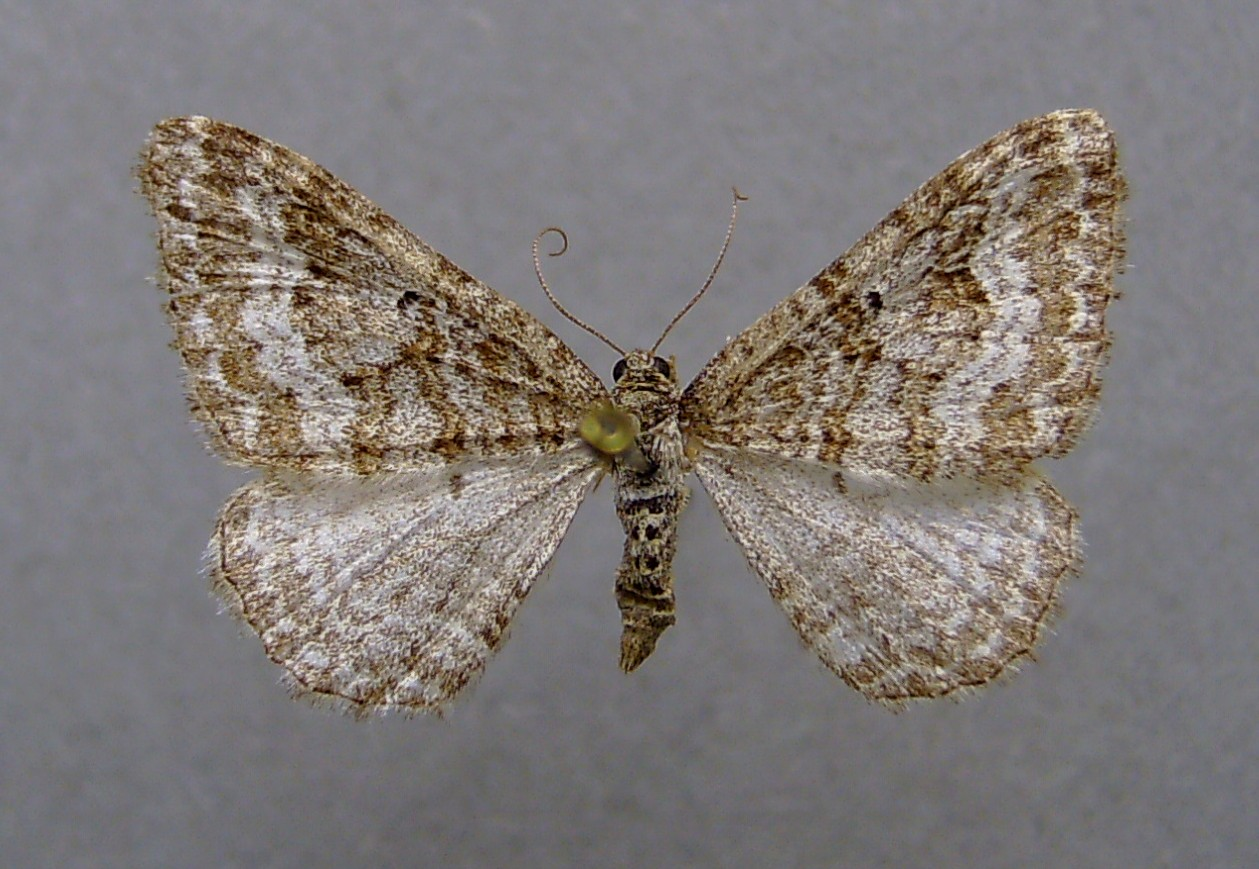